# جون جاي ديفيس
جون جاي ديفيس (بالإنجليزية: John J. Davis)‏ هو عسكري أمريكي، ولد في 19 مارس 1909 في ليفنوورث في الولايات المتحدة، وتوفي في 22 أغسطس 1997 في الإسكندرية في الولايات المتحدة بسبب أمراض دماغية وعائية.